# インデペンデンシア (空母)
インデペンデンシア (ARA Independencia) は、アルゼンチン海軍の航空母艦。1959年から1969年にかけて運用された、アルゼンチン初の航空母艦である。元はイギリス海軍のコロッサス級航空母艦ウォリアーであった。

## 概要
艦上機部隊は、攻撃機のヴォートF4U コルセア、訓練機のノースアメリカンT-6 テキサン、対潜哨戒機のグラマンS-2 トラッカーから構成されていた。回転翼機のシコルスキーS-55とS-58は、連絡・救助用である。

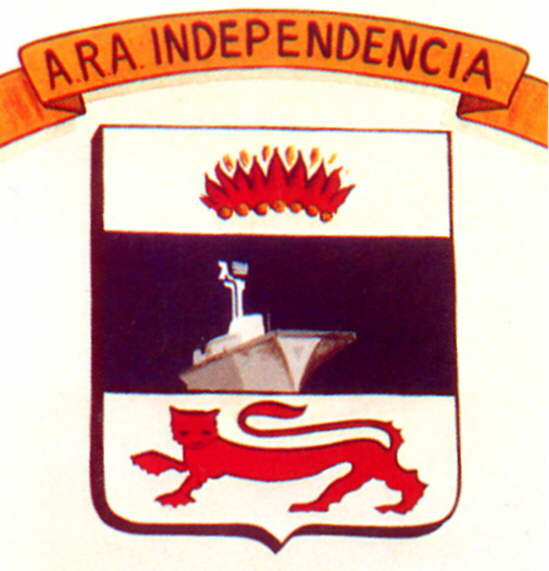
インデペンデンシアの紋章

この艦は、カタパルトやアングルド・デッキといった近代航空母艦に必須の要素を備えている。しかし、カタパルトの出力は弱く、アングルド・デッキの角度も小さい、などの点から、同じコロッサス級航空母艦でありながら大幅な近代化改修を受けた同時代のミナス・ジェライスやカレル・ドールマンなどに比べて艦上機の運用能力は低い。それを端的に表しているのがジェット艦上機の運用である。
当時、アルゼンチン海軍航空隊にはジェット機であるF9F パンサーとF9F クーガーも所属していたが、カタパルトの出力不足によりインデペンデンシア上では運用が出来なかった。一応着艦した例ならば存在し、1963年7月27日、フスティニアノ・マルチネス・アチャバル中佐 (Justiniano Martínez Achaval) の操縦するF9F パンサーがインデペンデンシアに緊急事態のため着艦したことがある。中佐の機体は第1アレスティング・ワイヤーにフックをかけて着艦した。ただし、前述のように発艦は出来ないため、その機体を下ろすためには艦は一旦プエルト・ベルグラノ海軍基地に戻らなければならなかった。
F9F パンサーとF9F クーガーをはじめとするジェット艦上機の空母上での運用は、後継艦であるベインティシンコ・デ・マヨの登場によって初めて達成された。

## 艦歴

### イギリス海軍
コロッサス級空母はもともとイギリスが第二次世界大戦中に設計した戦時急造空母である。この艦もその一つウォリアーとして、ベルファストのハーランド & ウルフ造船所で建艦されたが、竣工は1946年1月であり、第二次世界大戦には間に合わなかった。
竣工後すぐにカナダ海軍に貸与されたが、運用上の問題などから1948年にイギリスに返却された。
その後、1950年代始めに受けた改修により、試験的にアングルド・デッキが装備されたが、その角度は小さい物だった。1950年代末には旧式化することが判っていたため、イギリス海軍は1958年2月にウォリアーを退役させ、売却先を探した。

### アルゼンチン海軍
1942年、アルゼンチンで、同国を取り巻く状況を分析した戦略的研究が実施された。その研究は、アルゼンチンに2隻の航空母艦が必要であると報告していた。翌1943年9月16日の政府決定により、現実に空母を購入する道が開かれた。
第二次世界大戦の影響を受けた当時の国際状況とアルゼンチン国内の事情により、実際の空母購入は十数年も遅れた1958年9月16日のことであったが、このとき購入の対象となったのが元イギリス海軍の空母ウォリアーである。購入資金は2隻のリバダビア級戦艦（リバダビア・モレノ）と沿岸警備艇プエイレドン (ARA Pueyrredón) の売却によって得られたものであった。
早速、保存状態から駆り出されたウォリアーは、500人まで減らした乗員で航海できるようにする作業が行われたが、それは10週間という短期間で行われた。
旧ウォリアーは、スペイン語で「独立」を意味するインデペンデンシア (Independencia) と再命名された。この名前には、「アルゼンチン国民の、独立を維持し強化していく揺るぎない意志を再確認する」という意味が込められている。1958年12月10日にポーツマスを出港し、巡洋艦ヘネラル・ベルグラノと巡洋艦ベインティシンコ・デ・マヨに先導されて、同月30日にアルゼンチン海軍最大の基地であるプエルト・ベルグラノに到着した。
この艦の作戦行動は1959年から始まり、同年6月8日には5機のT-6 テキサンによる離着陸が行われた。1960年には艦隊の新たな中核となり、戦艦用埠頭に係留された状態で兵員の配置と軍務への登録が完了した。その埠頭は、この艦が戦艦の売却資金で購入されたという意味でも、また、時代は既に戦艦でなく航空母艦に艦隊の主役を移していたと言う意味でも、まさにこの艦が受け継ぐ権利を持つ物であった。
1961年にはモンテビデオを訪問し、1962年の4月には6機のS-2 トラッカー、2機のF9F クーガー、2機のS-55を受領するためにアメリカまで航海した。ノーフォークに停泊して航空機を受け取るとすぐにアルゼンチンへの航海を始め、1962年の5月24日にプエルト・ベルグラノ海軍基地に着岸した。
1962年以降、この艦はアメリカ海軍との合同演習であるUNITASに毎回参加し、1967年マル・デル・プラタの眼前の海で行われた海軍百周年記念観艦式では式の中心を担った。
1963年、T-6テキサンの墜落事故が起こり、パイロットのグスタボ・ララ中尉 (Gustavo Lara) はその事故により殉職した。同年、S-2 トラッカーの夜間作戦が開始された。
その激動の生涯の中でこの艦は、アメリカ海軍、イギリス海軍、イタリア海軍、フランス海軍、ウルグアイ海軍など様々な海軍との合同演習に参加した。また、アルゼンチン陸軍やアルゼンチン沿岸警備隊、アルゼンチン商船艦隊とも一緒に訓練している。
1967年11月、フアン・サラベッリ大尉 (Juan Salaverri) の操縦するS-2 トラッカー (0542/2-AS-79)  が、記念すべき5000番目の着任兵士を乗せてこの艦に着艦し、盛大に迎えられた。しかしその一年後、その同じ機体がこの艦からカタパルト発進した最後の機体となった。
1969年、アルゼンチン海軍は第2の空母ベインティシンコ・デ・マヨを就役させた。それに伴い、インデペンデンシアは予備役となり、任務から外された。アルゼンチン海軍はこの艦の売却先として、ペルー海軍に購入を持ちかけたが受け入れられなかった。ついに1971年10月、222,200,000ペソで落札したロサリオのSaric S.A. 社によって解体が始められた。